# George Bishop Sudworth
George Bisbe Sudworth (31 d'agost de 1864 – 10 maig de 1927) va ser un botànic estatunidenc. En el moment de la seva mort, va ser el cap dendròleg del Servei Forestal dels Estats Units.
Nascut a Kingston, Wisconsin, Sudworth es va graduar a la Universitat de Michigan el 1885. El 1885-1886 va ser instructor de botànica al Michigan State Agricultural College i va ingressar a la Divisió Forestal del Departament d'Agricultura dels EUA el 1886. Sudworth va publicar diversos llibres, però el seu llibre més famós és A Check List of the Forest Trees of the United States. Altres treballs inclouen The Pine Trees of the Rocky Mountain Region que va ser il·lustrat per Annie E. Hoyle.
Sudworth va descobrir moltes espècies noves i varietats d'arbres d'Amèrica del Nord. Va ser fundar la Society of American Foresters, i també va ser membre de l'Acadèmia de Ciències de Washington, de les Societats Biològiques i Botàniques de Washington, i membre honorífic de l'associació forestal finlandesa, Finska Forstsamfundet.